# Kirchner Museum Davos

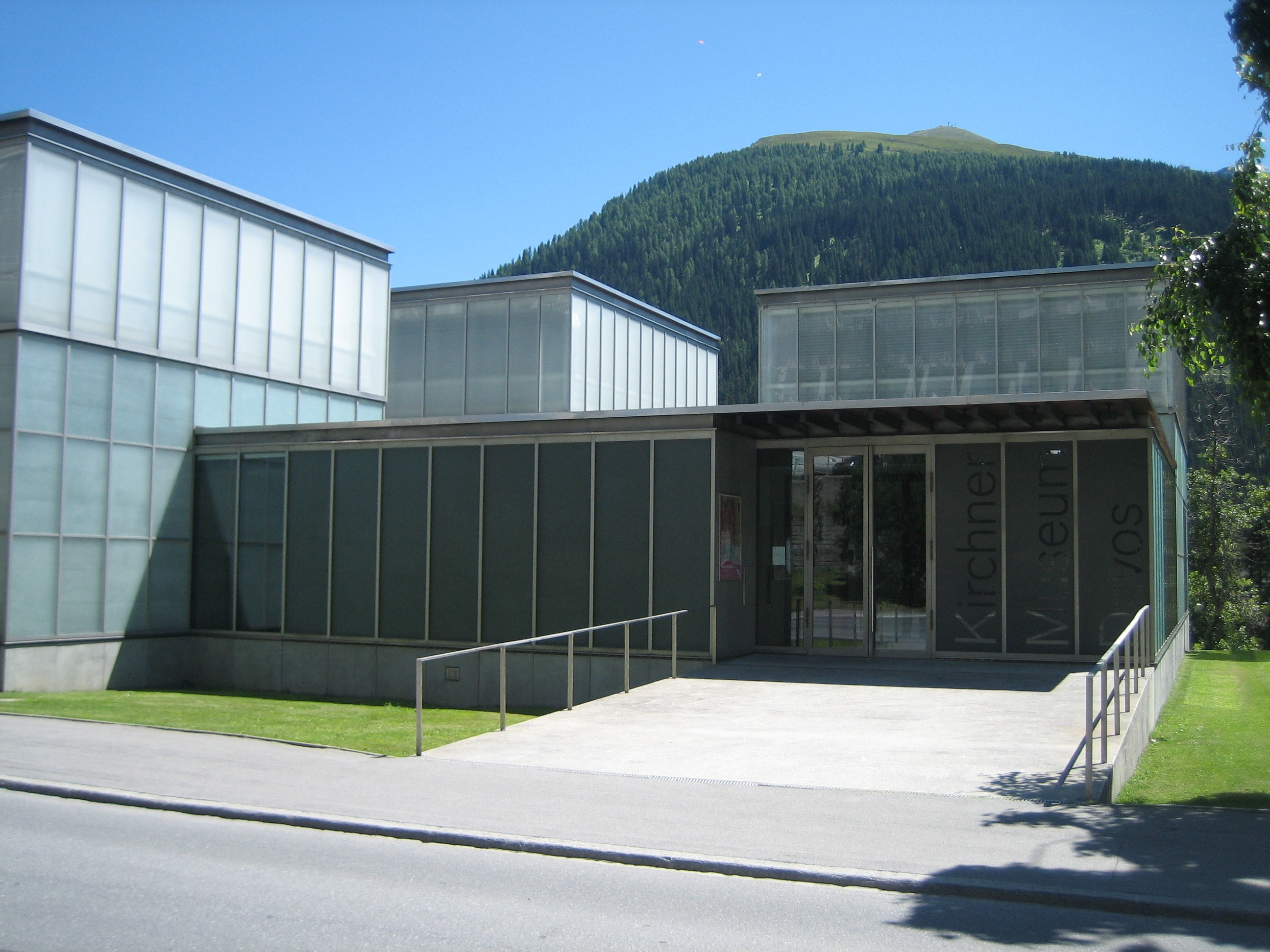
Kirchner Museum

Het Kirchner Museum is een museum in Davos in Zwitserland.
Het werken van de Duitse expressionistische kunstschilder Ernst Ludwig Kirchner (1880-1938). Davos en omgeving waren voor Kirchner een inspiratiebron.
De verzameling bestaat uit werken van de kunstenaarsgroep Die Brücke en de van 1915 tot 1918 Zwitserse Schaffenszeit.
Het museum heeft een documentenarchief en een bibliotheek.